# Blairsville (Pensilvânia)
Blairsville é um distrito localizado no estado norte-americano de Pensilvânia, no Condado de Indiana.

## Demografia
Segundo o censo norte-americano de 2000, a sua população era de 3607 habitantes. 
Em 2006, foi estimada uma população de 3442, um decréscimo de 165 (-4.6%).

## Geografia
De acordo com o United States Census Bureau tem uma área de 
3,6 km², dos quais 3,6 km² cobertos por terra e 0,0 km² cobertos por água. Blairsville localiza-se a aproximadamente 308 m acima do nível do mar.

## Localidades na vizinhança
O diagrama seguinte representa as localidades num raio de 16 km ao redor de Blairsville. 